# Kodeks 0164
Kodeks 0164 (Gregory-Aland no. 0164), ε 022 (von Soden) – grecki kodeks uncjalny Nowego Testamentu na pergaminie, paleograficznie datowany na VI lub VII wiek. Rękopis przechowywany jest w Berlinie.

## Opis
Do dziś zachowała się jedna karta kodeksu (8 na 13 cm) z tekstem Ewangelii Mateusza (13,20-21). Zachowana karta jest fragmentaryczna.
Tekst pisany jest jedną kolumną na stronę, w 8 linijkach w kolumnie.

## Tekst
Tekst kodeksu reprezentuje mieszaną tradycję tekstualną. Kurt Aland zaklasyfikował go do kategorii III.
[τα πετρωδη σπα]
ρει [ουτος εστιν]
ο τον λ[ο]γον ακ[ου]
ων και ευθυς
[με]τα χαρας λαμ
[βαν]ων ουκ εχει
[δε ρι]ζαν εν εαυ
[τω αλλα] προς

## Historia
Kodeks datowany jest przez INTF na VI lub VII wiek.
Rękopis jest przechowywany w Staatliche Museen zu Berlin (P. 9108), w Berlinie.